# Roberto Argenta
Roberto Argenta (Gramado, 26 de agosto de 1952) é um político e empresário brasileiro. Foi vereador, prefeito de Igrejinha e Deputado federal pelo Rio Grande do Sul.

## Biografia
Roberto Argenta nasceu em Gramado, Rio Grande do Sul no dia 26 de agosto de 1952, filho de Claudino Argenta e de Leopoldina Argenta.
Estudou no Seminário São José, em Gravataí, de 1963 a 1968. Em 1973 iniciou o curso de ciências contábeis na Universidade Federal do Rio Grande do Sul (UFRGS), graduando-se em 1977. Argenta tem três filhos.

## Empreendedorismo
Em 1975, na Cidade de Igrejinha RS, deu início à fabricação de calçados o que seria o embrião da empresa que fundou, a Calçados Beira Rio, que hoje exporta para 97 países e emprega cerca de 9 mil colaboradores diretos e outros 11 mil indiretos.

## Carreira política
Em 1979 filiou-se ao Movimento Democrático Brasileiro (MDB), partido de oposição ao regime militar instaurado no país em abril de 1964. Após a extinção do bipartidarismo em novembro desse ano, e a consequente reformulação partidária, passou a integrar o Partido do Movimento Democrático Brasileiro (PMDB).  
Transferindo-se para Igrejinha, presidiu a Comunidade Católica da cidade de 1983 a 1984, e o Círculo de Pais e Mestres da Escola Olívia Lahmhiri de 1985 a 1986. Em novembro de 1988 elegeu-se prefeito da cidade na legenda do PMDB, iniciando o mandato no ano seguinte. Nas eleições de outubro de 1992 candidatou-se a vereador na legenda peemedebista e foi o mais votado. Em 1993 deixou a prefeitura ao término do mandato e assumiu sua cadeira na Câmara Municipal da cidade. Ainda em Igrejinha foi presidente do Sindicato das Indústrias de Calçados de 1996 a 1997, e em Taquara (RS) foi diretor da Câmara da Indústria e Comércio do Vale do Paranhana. Também em 1997 deixou o PMDB para filiar-se ao Partido da Frente Liberal (PFL), tornando-se membro de sua comissão executiva em Novo Hamburgo. De 1997 a 1998 foi vice-presidente da Associação Brasileira da Indústria de Café (ABIC) nessa cidade.
Em outubro de 1998 candidatou-se a deputado federal pelo Rio Grande do Sul na legenda do PFL. Eleito com 57.349 votos, assumiu o mandato em fevereiro de 1999 e nesse mesmo ano migrou para o Partido Humanista da Solidariedade (PHS). Na Câmara, integrou as comissões de Finanças e Tributação, de Fiscalização Financeira e Controle, de Relações Exteriores e Defesa Nacional, e de Trabalho, Administração e Serviço Público. Candidatou-se novamente a deputado federal no pleito de outubro de 2002, na coligação formada pelo PHS e o PMDB, mas, com 54.267 votos, não foi eleito. Deixou a Câmara em 31 de janeiro de 2003, ao concluir o mandato.
Em janeiro de 2004, tornou-se presidente da Companhia de Processamento de Dados do Estado do Rio Grande do Sul (Procergs), cargo que ocupou até 2006. Além disso, passou a se dedicar a atividades empresariais no ramo de calçados. 
Em setembro de 2021, decide se filiar novamente ao Movimento Democrático Brasileiro e se especulava que poderia concorrer ao governo do Estado em 2022 ou até mesmo a Câmara dos Deputados pelo Rio Grande do Sul, mas diante da falta de espaço no partido para disputar o pleito, decide se desfiliar do MDB em dezembro do mesmo ano.

Em março de 2022 decide se filiar ao Partido Social Cristão (PSC).